# 吉水翔子
吉水 翔子（よしみず しょうこ）は、日本の女性タレント・声優・歌手・女優。夫はミュージシャンの木村大樹。

## 人物
1990年11月24日生まれ、静岡県出身。CM-JAPAN所属。愛称は、「よしみん」。
CM-JAPAN所属。グラビア・Web放送をはじめ、歌手、声優など多方面で活動している。またタレント活動以外でも日本舞踊の舞台にも立っており、花柳流師範資格も取得している。職業は、『ロックな日本舞踊家』。
2023年1月にミュージシャンの木村大樹と結婚したこと、第1子を妊娠していることを同年3月16日に自身のSNSを通じて報告した。

## 出演作品

### TV
- バスケットボールチーム「東京八王子トレインズ」専属リポーター
- インターネットTV流行学園.TV

流行学園祭vol5 梅雨の男と女スペシャル
vol6　メイキングギネス
vol7　年末に何やってるんだスペシャル！

## 映画
- TokyoLoss  日本舞踊家役
- アイドルスナイパー２〜ダークリベンジ〜　『一文字沙也加 役』
- アイドルスナイパー2 スピンオフ作品「一文字沙也加」主演
- アイドルスナイパーNEO（主演・一文字沙也加 役）
- HONEY SCOOPER《EPISODE:02》DRAGON PRINCESS -龍帝外伝（主演・李杏菜 役）
- HONEY SCOOPER《EPISODE:03》DRAGON QUEEN -龍帝外伝-（主演・李杏菜 役）
- HONEY SCOOPER《EPISODE:04》ASSASSIN MASTER -龍帝外伝-（主演・李杏菜 役）

## 舞台

### 日舞
- 鷺娘[5]

### 演劇
- girls museum presents SweetShortStory〜卒業編〜「飛翔」準主役

## Web

### WebTV・ラジオ
- 放送局K-Station entertainment(ニコニコ動画公式チャンネル)
- 私の恋愛赤信号
- 朝までゲーム
- ダブルMIZUの夢から醒めたら
- DKアプリ開発部
- 吉水翔子のおはようお茶 - SHOWROOM

### webページ
- 高速美人時計：静岡美人時計
- bijin-topic [美人トピック]

### アプリ
- 目覚ましアプリ「アイタイム」

## 音楽

### CD
- バチェラーガール
- 明日見る夢

(ライブ会場枚数限定発売)
- 「特攻物臭姉御球団」水元あきつぐ作テーマソング担当

### PV
- サヨナラの消去法
- 午前4時の約束
- yucat「狂々撫子」花魁役

### DL配信
- 幸せの種類

## 書籍・コラム

### 雑誌
- Bona(静岡限定フリーペーパー）
- WEBカタログモデル(Rilon000)ほか多数
- 女子大生ポータルサイトDoiceVita読者モデル
- 秋葉原マガジン「おたポケ」
- MOESTA

### コラム
- JESSIE

## イベント・ステージ

### イベント
- i-nos 10th Anniversary & Birthday Live!![6]
- K-Station live
- サマーソニック2010　オフィシャルバースタッフ